# Spongolite

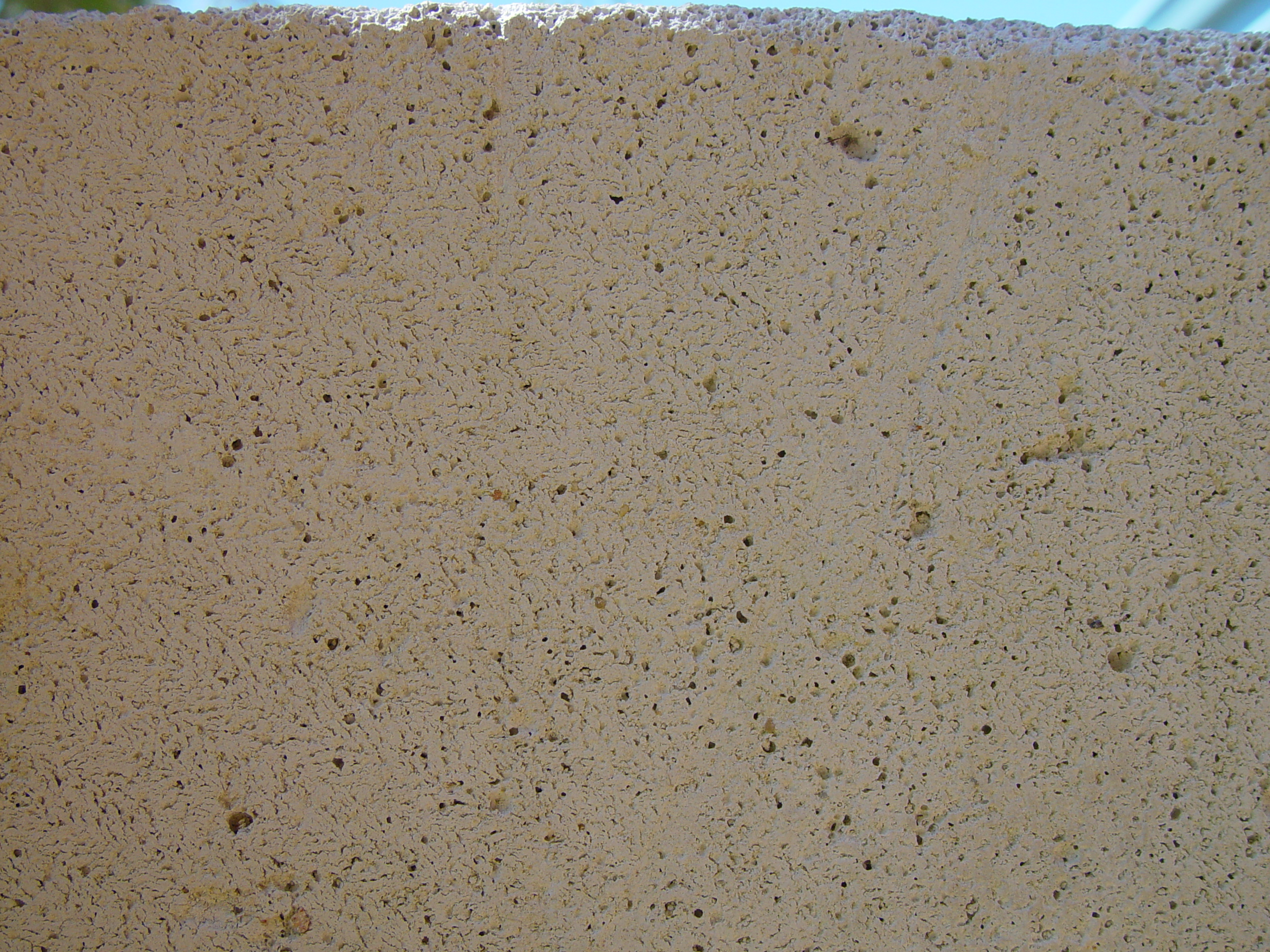
Texture de la spongolite

La spongolite est une roche sédimentaire silicieuse d'origine biologique constituée en grande partie de spicules d'éponges, d'opales et de calcédoines. De par sa constitution organique, c'est une roche légère et poreuse.
Les spicules siliceuses fossilisés avec les éponges rend la matière dangereuse à manipuler en étant très abrasif. 
La spongolite est extraite des mines du mont Barker, en Australie occidentale, et du Mato Grosso do Sul, au Brésil. Il y a aussi de grands gisements près d’Esperance, en Australie Occidentale.